# Regeloppervlak

De parabolische hyperboloïde als regelvlak

Een regeloppervlak is een oppervlak, waarbij door elk punt van het oppervlak minstens één lijn gaat, die volledig tot het oppervlak behoort. Zo'n lijn heet een beschrijvende van dat oppervlak.
Ieder regeloppervlak kan dus worden beschreven door
{\displaystyle f(u,\lambda )=b(u)+\lambda \delta (u)}.
Hierin zijn
- {\displaystyle f(u,\lambda )} de vergelijking van het oppervlak,
- {\displaystyle b(u)} de richtkromme en
- {\displaystyle \delta (u)} de richting van de lijn, die is afhankelijk van de plaats op de richtkromme.

## Definities
- Een ontwikkelbaar of afwikkelbaar oppervlak is een regeloppervlak met aan elke beschrijvende een vast raakvlak. Dit betekent dat het met behoud van hoeken en lengten kan worden afgebeeld op een vlak. Enkele afwikkelbare regeloppervlakken zijn het vlak, de cilinder en de kegel.
- Een raaklijnenoppervlak is een regeloppervlak waarbij, voor elk punt van de richtkromme, de beschrijvende dezelfde richting heeft als de raakvector aan het beschouwde punt van de richtkromme. De richtkromme heet dan de keerkromme.
- In een dubbel regeloppervlak gaan door ieder punt P twee verschillende lijnen die tot het oppervlak behoren. Beide lijnen snijden elkaar in P. Het vlak, de hyperbolische paraboloïde en de eenbladige hyperboloïde zijn dubbele regeloppervlakken.

## Voorbeelden
Voorbeelden van regeloppervlakken:
- het vlak
- de kegel

heeft een cirkel als richtkromme en een punt (dat niet op deze cirkel ligt) als top.
Als deze richtcirkel de vergelijking
{\displaystyle x^{2}/a^{2}+y^{2}/b^{2}=1}
heeft is de vergelijking van de kegel
{\displaystyle x^{2}/a^{2}+y^{2}/b^{2}=z^{2}/c^{2}} of ook {\displaystyle [av\cos(u),bv\sin(u),c]}.
- de cilinder

heeft een cirkel als richtkromme en een punt op oneindig als top,
maw de beschrijvenden hebben een vaste richting.
{\displaystyle \delta (u)} is dus een constante vector, evenwijdig aan de as van de cilinder
- de eenbladige hyperboloïde

met {\displaystyle f(u,\lambda )=[a(\cos(u)-\lambda \sin(u)),b(\sin(u)+\lambda \cos(u)),c\lambda ]} duidelijk opsplitsbaar
- de helicoïde
- de paraboloïde

met {\displaystyle f(u,\lambda )=[a(u+\lambda ),b\lambda ,u^{2}+2u\lambda ]}
- de Möbiusband
- het schroefoppervlak
- het trapoppervlak
- de wig van Wallis
- de rechte bolconoïde